# تفاح توتي
تفاح توتي (الاسم العلمي:Malus baccata) هو نوع من النباتات يتبع جنس التفاح من الفصيلة الوردية.